# 宜興埠駅
宜興埠駅（ぎこうふえき）は中華人民共和国天津市北辰区に位置する天津地下鉄3号線の駅。

## 駅構造
- 島式ホーム1面2線の地下駅で、ホームドア完備。出口はA、Cの2箇所ある。

## 歴史
- 2012年10月1日 開業[1]。

## 隣の駅
■天津地下鉄3号線
張興荘駅 - 宜興埠駅 - 天士力駅